# Bagard
Bagard ist eine französische Gemeinde mit 2.595 Einwohnern (Stand: 1. Januar 2022) im Département Gard der Region Okzitanien. Sie gehört zum Arrondissement Alès und zum Kanton Alès-1.

## Geographie
Bagard liegt etwa neun Kilometer südwestlich von Alès. Umgeben wird Bagard von den Nachbargemeinden Saint-Jean-du-Pin im Norden, Saint-Christol-lez-Alès im Osten, Ribaute-les-Tavernes im Südosten, Boisset-et-Gaujac im Süden und Südwesten sowie Générargues im Westen und Nordwesten.

## Bevölkerungsentwicklung
| Jahr                       | 1962 | 1968 | 1975 | 1982 | 1990 | 1999 | 2006 | 2020 |
| Einwohner                  | 1025 | 1198 | 1523 | 1771 | 1970 | 2159 | 2252 | 2570 |
| Quellen: Cassini und INSEE |      |      |      |      |      |      |      |      |